# Сергеј Огњев
Сергеј Иванович Огњев ( рус. Серге́й Ива́нович Огнёв   ) (17. новембар 1886. у Москви – 20. децембар 1951. у Москви) је био руски научник, зоолог и природњак, упамћен по свом раду на териологији. 
Дипломирао је на Московском универзитету 1910. године, исте године када је објавио своју прву монографију. Године 1928. постао је професор на Московском државном педагошком универзитету . Објавио је низ уџбеника из зоологије и економије. Његово ремек-дело, Сисари Русије и суседних територија, никада није завршен. 